# Carl Norac
Carl Norac (Mons, Valònia, 29 de juny de 1960) és un escriptor belga de poesia i literatura infantil. Fill del poeta Pierre Coran i de l'actriu de comèdia Irène Coran, el 1968 la família es va traslladar a viure a la petita vila d'Erbisoeul, actualment part de Jurbise. Va estudiar a Liège i va esdevenir professor de francès, però ho va deixar després de dos anys. Durant els següents sis anys va viatjar pel món mentre treballava com a escriptor. La seva col·lecció de poemes Le maintien du désordre va guanyar el Premi Robert Goffin. Després de ser testimoni de l'erupció del volcà Krakatau el 1993, va publicar Nemo et le volcan: amb il·lustracions de Louis Joos, que va rebre el premi Pomme d'Or, premi europeu d'il·lustració.
El 1996 va esdevenir professor de literatura al Conservatori reial de Mons, una escola de teatre. El 1999 es va traslladar a França, i el mateix any va néixer la seva filla Else. Durant la dècada dels 2000 es va dedicar principalment a la literatura juvenil.

## Publicacions
Poesia
- 1990: Images en voie d'arrestation, Maison Internationale de la Poésie, Bruxelles.
- 1990: Le maintien du désordre, Caractères, Paris.
- 1993: La politesse des fauves, Éditions l'Arbre à paroles, Amay
- 1994: Dimanche aux Hespérides, Éditions de la Différence, coll. Littérature, Paris.
- 1995: Le voyeur libre, Éditions des Eperonniers, Bruxelles.
- 1996: La candeur, Éditions de la Différence, coll. Littérature, Paris.
- 1998: Le carnet de Montréal, Éditions le Noroît, Montréal.
- 1999: Éloge de la patience, Éditions de la Différence, Paris.
- 2003: Le carnet bleu, Renaissance du livre, Tournai.
- 2003: Métropolitaines, L'escampette, Bordeaux.

Poesia juvenil
- 1989: Dis les bruits, with C.Clément and C. Hellings, ill. Dominique Maes, Casterman
- 2003: Lettres du géant à l'enfant qui passe, Espace Nord, Éditions Labor
- 2006: Petites grimaces et grands sourires, ill. Dominique Maes, Lo Païs, Éditions du Rocher

Literatura infantil
- 1986: Le fantôme à tics, ill. Marie-José Sacré, Dessain, Liège: traduït a l'alemany, català, castellà, italià, neerlandès
- 1986: Bon appétit, Monsieur Logre, ill. Marie-José Sacré, Dessain, Liège: traduït al català, castellà, italià, neerlandès
- 1987: Harpagonne la sorcière, ill. Marie-José Sacré, Dessain, Liège: traduït a l'alemany, italià, neerlandès
- 1987: Baloum le génie, ill. Marie-José Sacré, Dessain, Liège: traduït a l'italià
- 1988: Loch Ernest est-il un monstre?, ill. Marie-José Sacré, Dessain, Liège: traduït a l'alemany, italià
- 1990: Le chat catastrophe, ill. Marie-José Sacré, Gakken, Tokyo: traduït al japonès
- 1991: Le lion fanfaron, ill. Frédéric Du Bus, Casterman, Tournai
- 1994: Romulus et Rémi, ill. Jean-Claude Hubert, Pastel-Ecole des Loisirs, Paris
- 1995: Coeur de singe, ill. Jean-Claude Hubert, Pastel-Ecole des Loisirs, Paris
- 1995: Nemo et le volcan, ill. Louis Joos, Pastel-Ecole des Loisirs, Paris
- 1996: Un loup dans la nuit bleue, ill. Louis Joos, Pastel-Ecole des Loisirs, Paris
- 1996: Les mots doux, ill. Claude K. Dubois, Pastel-Ecole des Loisirs, Paris: traduït a l'alemany, anglès, català, Korean, castellà, Finnish, italià, neerlandès, Papiamentu
- 1997: Lou dans la Lune, ill. Rita Van Bilsen, Artimini, Brussels
- 1997: Beau comme au cinéma, ill. Louis Joos, Pastel-Ecole des Loisirs, Paris
- 1998: Le sourire de Kiawak, ill. Louis Joos, Pastel-Ecole des Loisirs, Paris: traduït al Korean
- 1998: L'espoir pélican, ill. Louis Joos, Pastel-Ecole des Loisirs, Paris
- 1998: L'île aux câlins, ill. Claude K Dubois, Pastel-Ecole des Loisirs, Paris: traduït a l'alemany, anglès, català, castellà, Greek, japonès, Slovene
- 1998: Panique cosmique, ill. David Merveille, Artimini, Brussels
- 1999: La forêt magique, ill. David Merveille, Artimini, Brussels
- 1999: La Grande Ourse, ill. Kitty Crowther, Pastel-Ecole des Loisirs, Paris: traduït al neerlandès
- 1999: Bonjour, mon petit cœur, ill. Claude K Dubois, Pastel-Ecole des Loisirs, Paris: traduït a l'alemany, anglès, català, castellà, Finnish, japonès, neerlandès
- 2000: Le message de la baleine, ill. Jean-Luc Englebert, Pastel-Ecole des Loisirs
- 2000: La petite souris d'Halloween, ill. Stibane, Pastel-Ecole des Loisirs, Paris
- 2000: Marine et Louisa, ill. Claude K Dubois, Pastel-Ecole des Loisirs, Paris
- 2000: Le rêve de l'ours, ill. Louis Joos, Pastel- Ecole des Loisirs, Paris
- 2001: Donne-moi un ours, ill. Émile Jadoul, Pastel- École des loisirs: traduït al Basque, català, Korean, castellà
- 2001: Le Père Noël m'a écrit, ill. Kitty Crowther, Pastel-Ecole des loisirs: traduït al Korean
- 2001: Je veux un bisou, ill. Claude K. Dubois, Ecole des Loisirs: traduït al català, xinès, castellà, japonès
- 2001: Je suis en amour, ill. Claude K. Dubois, Ecole des Loisirs: traduït al català, xinès, castellà
- 2001: Le printemps de l'ours, ill. Jean-Luc Englebert, Artimini
- 2001: Kuli et le sorcier, ill. Dominique Mwankumi, Archimède-Ecole des loisirs
- 2002: Zeppo, ill. Peter Elliott, Pastel-Ecole des loisirs
- 2002: Tu m'aimes ou tu m'aimes pas?, ill. Claude K Dubois, Pastel-Ecole des loisirs: traduït al xinès, japonès, neerlandès
- 2002: Pierrot d'amour, ill. Jean-Luc Englebert, Pastel-Ecole des loisirs
- 2002: Une visite chez la sorcière, ill. Sophie, Pastel- École des loisirs
- 2003: Akli, prince du désert, ill. Anne-Catherine De Boel, Pastel-Ecole des loisirs
- 2003: Tu es si gentil, mon ours, ill. Anne-Isabelle le Touzé, Pastel-Ecole des loisirs: traduït al Danish, italià
- 2003: Un secret pour grandir, ill. Carll Cneut, Pastel-Ecole des loisirs: traduït al Danish, Portuguese
- 2004: Le petit sorcier de la pluie, ill. Anne-Catherine De Boel, Pastel-Ecole des loisirs
- 2004: Coeur de papier, ill. Carll Cneut, Pastel-Ecole des loisirs: traduït a l'italià, neerlandès
- 2004: Angakkeq, la légende de l'oiseau-homme, ill. Louis Joos, Pastel-Ecole des loisirs
- 2004: Mon papa est un géant, ill. Ingrid Godon, Bayard Editions: traduït a l'anglès, alemany, català, neerlandès, suec
- 2004: Tout près de Maman, ill. Catherine Pineur, Pastel-Ecole des loisirs
- 2005: Mon meilleur ami du monde, ill. Claude K Dubois, Pastel
- 2005: Sentimento, ill. Rébecca Dautremer, Bilboquet
- 2005: Le Géant de la Grande Tour, ill. Ingrid Godon, Sarbacane
- 2005: Petit bonheur, ill. Eric Battut, Bilboquet
- 2006: Et maintenant, qu'est-ce qu'on fait?, ill. Kristien Aertssen, Editions Pastel- L'Ecole des loisirs
- 2006: Monstre, ne me mange pas!, ill. Carll Cneut, Editions Pastel- L'Ecole des loisirs
- 2006: La Vie en Bleu, ill. Stéphane Poulin, Editions Pastel- L'Ecole des loisirs
- 2006: Monsieur Satie, l'homme qui avait un petit piano dans la tête, ill. Elodie Nouhen, Éditions Didier Jeunesse

Novel·les juvenils
- 2002: Le dernier voyage de Saint-Exupéry, ill. Louis Joos, La Renaissance du Livre
- 2004: Ogronimo et la très petite sorcière, ill. Catherine Fradire, Magnard
- 2005: Le magicien des ombres, ill. Karen Laborie, collection Tipik, Magnard

Teatre
- 1999: Le Carnaval des animaux, sur une musique de Saint-Saëns, ill. Gabriel Lefèbvre, Editions de l'Opéra de la Monnaie, Brussels
- 1999: Monsieur Pwoët, Editions du Cerisier, Cuesmes

No ficció
- 1994: Le canal du centre: quand les bateaux prennent l'ascenseur, ill. J. P. Galliez, Casterman, coll. l'histoire à la trace

Còmics;
- 1990: A toi de jouer, Diogène, ill. Godi, Casterman, Tournai